# Izbiska (województwo śląskie)
Izbiska – wieś w Polsce położona w województwie śląskim, w powiecie kłobuckim, w gminie Miedźno.
W latach 1975–1998 miejscowość administracyjnie należała do województwa częstochowskiego. Wieś dzieli się na Izbiska Małe i Izbiska Duże.
Zobacz też: Izbiska